# Ben Pastor
Ben Pastor (Roma, 4 de marzo de 1950), seudónimo de Maria Verbena Volpi, es una escritora ítalo-estadounidense.

## Trayectoria
Tras estudiar Arqueología en la Universidad de Roma La Sapienza, se trasladó a Estados Unidos, donde ha sido profesora en varias universidades de Ohio, Illinois y Vermont.
En 2000 publicó Lumen, la primera novela policíaca de la serie de Martin Bora, un personaje recurrente en su obra. Se trata de oficial investigador alemán atormentado que recuerda la figura de Claus von Stauffenberg, ejecutor del atentado contra la vida de Hitler en 1944. Es la primera en una serie de novelas que siguen a Martin Bora a lo largo de su carrera militar, en especial durante la Segunda Guerra Mundial en Polonia, Ucrania e Italia. Una segunda serie se basa en Aelius Spartianus, un soldado y detective romano del siglo IV. También es autora de dos libros con Karel Heida y Solomon Meisl en Praga, en vísperas de la Primera Guerra Mundial.
Los temas recurrentes en su obra son el amor por la antigüedad clásica y la dolorosa exploración de la condición humana en tiempos de guerra. Su obra se caracteriza por una fuerte influencia del posmodernismo, donde las reglas clásicas del misterio se mezclan con las de la novela histórica y psicológica. El estilo literario de Pastor es sofisticado y complejo, posiblemente fruto de su pasión por autores como Herman Melville, Yukio Mishima, Joseph Roth, Toni Morrison, Nikos Kazantzakis y Georges Simenon, además de la influencia de Raymond Chandler y Hans Hellmut Kirst.

## Obras

### Serie con Martin Bora
1. Lumen, (Lumen, 1999), Hobby & Work Publishing, 2001; Sellerio ed., 2012.
2. Luna bugiarda, (Liar Moon, 2001), Hobby & Work Publishing, 2002; Sellerio ed., 2013.
3. Kaputt Mundi, (Kaputt Mundi, 2002), Hobby & Work Publishing, 2003, traduzione di Paola Bonini; Sellerio ed., 2015.
4. La canzone del cavaliere, (The Horseman's song, 2003), Hobby & Work Publishing, 2004; Sellerio ed., 2019.
5. Il morto in piazza, (The Dead in The Square, 2005), Hobby & Work Publishing, 2005; Sellerio ed., 2017.
6. La Morte, il Diavolo e Martin Bora, (Odd Pages, 2008), Hobby & Work Publishing, 2008.
7. La Venere di Salò, (The Venus of Salò, 2005), Hobby & Work Publishing, 2006.
8. Il Signore delle cento ossa, (Master of One Hundred Bones, 2010), Sellerio ed., 2011.
9. Il cielo di stagno, (Tin Sky, 2013), Sellerio ed., 2013.
10. La strada per Itaca, (The Road to Ithaca, 2014), Sellerio ed., 2014.
11. I piccoli fuochi, (The Little Fires, 2016), Sellerio ed., 2016.
12. La notte delle stelle cadenti, (The Night of Shooting Stars), Sellerio ed., 2018.
13. La sinagoga degli zingari, (The Gypsy Synagogue), Sellerio ed., 2018.

### Serie con Karel Heida y Solomon Meisl
1. I misteri di Praga, (Brink Tales, 2002), Hobby & Work Publishing, 2002; Mondadori Oscar, 2015
2. La camera dello scirocco, (The Wind Rose Room, 2007), Hobby & Work Publishing, 2007; Mondadori Oscar, 2016.

### Serie con Elio Sparziano
1. Il ladro d'acqua, (The Water Thief, 2006), Frassinelli editore, 2007; Oscar Mondadori, 2017; Giallo Mondadori, 2020.
2. La Voce del fuoco, (The Fire Waker, 2008), Frassinelli editore, 2008; Oscar Mondadori 2017.
3. Le Vergini di Pietra, (The Stone Virgins, 2007), Sperling & Kupfer editore, 2010; Oscar Mondadori 2017.
4. La traccia del vento, (The Cave of the Winds, 2012), Hobby & Work Publishing, 2012; Oscar Mondadori 2018.
5. La grande caccia, (The great chase, 2019), Mondadori editore, 2020.

### Relatos
- L'uomo dalle scarpe gialle, en AAVV, Cronache di delitti lontani, Hobby & Work Publishing, 2002.
- Il sangue dei santi, en AAVV, Fez, struzzi & manganelli, Sonzogno, 2005.
- Come Nino Bixio vide i fantasmi, en AAVV, Giallo Sole, Mondolibro, 2005.
- Panis angelicus, en AAVV, Giallo Uovo, Mondolibro, 2006.
- La camicia di Nesso, en AAVV, Delitti di regime, Aliberti Editore, 2006.
- La fioraia di Keats, en AAVV, Sette colli in nero, Alacràn, 2006.
- Tri Brata, en AAVV, Giallo Fiamma, Mondolibro, 2006.
- La faccia del vincitore, en AAVV, Il ritorno del Duca, Garzanti, 2007.
- Arduino e i pellegrini, en AAVV, Anime nere, Mondadori, 2007.
- Vashka, en AAVV, Giallo Oro, Mondolibro, 2007.
- Ibis redibis, en AAVV, History & Mystery, Piemme, 2008.
- Onegin, en AAVV, Family Day, Sperling & Kupfer, 2008.
- Il caso della stroncatura mortale, en AAVV, Seven. 21 storie di peccato e paura, Piemme, 2010.
- Il cavaliere, la morte e il diavolo, en AAVV, Eros & Thanatos, Supergiallo Mondadori n. 40, 2010.
- Turr alla Nica, en AAVV, Camicie rosse, storie nere, Hobby & Work Publishing, 2011.
- Il giaciglio d'acciaio, en AAVV, Un Natale in giallo, Sellerio, 2011.
- Quel che vide il soldato Johnson, E-book del Corriere della Sera, 2014.
- Chi ha paura di suor Virginia?, en AAVV, Il cuore nero delle donne, Guanda, 2015.